# Dubravec
Dubravec je naselje u Republici Hrvatskoj, u sastavu Općine Klenovnik, Varaždinska županija. 

## Povijest
1988. je godine iz sastava ovog naselja izdvojen dio od kojeg je nastalo naselje Horvatsko.

## Stanovništvo
Prema popisu stanovništva iz 2001. godine, naselje je imalo 470 stanovnika te 136 obiteljskih kućanstava.
| broj stanovnika | 235   | 301   | 338   | 367   | 423   | 408   | 489   | 599   | 649   | 673   | 657   | 632   | 616   | 500   | 470   | 428   | 360   |
|                 | 1857. | 1869. | 1880. | 1890. | 1900. | 1910. | 1921. | 1931. | 1948. | 1953. | 1961. | 1971. | 1981. | 1991. | 2001. | 2011. | 2021. |